# William H. Kitchin
William Hodges Kitchin (* 22. Dezember 1837 im Lauderdale County, Alabama; † 2. Februar 1901 in Scotland Neck, North Carolina) war ein US-amerikanischer Politiker. Zwischen 1879 und 1881 vertrat er den Bundesstaat North Carolina im US-Repräsentantenhaus.

## Werdegang
William Kitchin war der Vater von Claude Kitchin (1869–1923) und William Walton Kitchin (1866–1924) sowie der Großvater von Alvin Paul Kitchin (1908–1983). Alle diese Nachkommen waren Kongressabgeordnete für den Staat North Carolina. Im Jahr 1841 zog er mit seinen Eltern nach North Carolina. Später besuchte er das Emory and Henry College in Emory (Virginia). Im April 1861 verließ er diese Schule, um als Soldat im Heer der Konföderation am Bürgerkrieg teilzunehmen. Im Verlauf des Krieges stieg er bis zum Hauptmann auf.
Nach dem Krieg studierte Kitchin Jura. Nach seiner 1869 erfolgten Zulassung als Rechtsanwalt begann er in Scotland Neck in seinem neuen Beruf zu arbeiten. Politisch wurde er Mitglied der Demokratischen Partei. Bei den Kongresswahlen des Jahres 1878 wurde er im zweiten Wahlbezirk von North Carolina in das US-Repräsentantenhaus in Washington, D.C. gewählt, wo er am 4. März 1879 die Nachfolge von Curtis Hooks Brogden antrat. Sein Wahlerfolg war auch ein Ergebnis eines internen Streits der gegnerischen Republikanischen Partei. Da er im Jahr 1880 nicht bestätigt wurde, konnte er bis zum 3. März 1881 nur eine Legislaturperiode im Kongress absolvieren.
Nach seinem Ausscheiden aus dem US-Repräsentantenhaus wurde Kitchin für einige Zeit Mitglied der Populist Party, deren Bundesparteitag er im Jahr 1896 als Delegierter besuchte. Danach kehrte er zu den Demokraten zurück. William Kitchin starb am 2. Februar 1901 in Scotland Neck.